# Polykles (Maler)
Polykles (altgriechisch Πολυκλῆς) war ein griechischer Maler aus Adramyttion.
Er ist nur durch eine Erwähnung bei Vitruv bekannt. Er wird neben Aristomenes und Nikomachos als einer der Maler genannt, die wegen ihrer Begabung große Berühmtheit verdient hätten, aber wegen Armut, Pech oder Misserfolg bei Wettbewerben nicht bekannt werden konnten.
Da die Textstelle nach seinem Namen nur verderbt überliefert ist, wurde diskutiert, ob es sich bei dem darauf folgenden Wort um ein Ethnikon oder einen zweiten Namen des Künstlers handelt. Es wird angenommen, dass es sich um die Herkunftsbezeichnung aus Adramyttion handelt.